# Peralejos de las Truchas
Peralejos de las Truchas település Spanyolországban, Guadalajara tartományban. Peralejos de las Truchas Chequilla, Checa, Beteta, Poveda de la Sierra, Taravilla, Pinilla de Molina és Megina községekkel határos. Lakosainak száma 162 fő (2024).

## Népesség
A település népessége az utóbbi években az alábbiak szerint változott:
| Lakosok száma | 176  | 169  | 162  | 166  | 160  | 155  | 155  | 143  | 155  | 162  |
|               | 2001 | 2004 | 2006 | 2009 | 2011 | 2014 | 2016 | 2019 | 2021 | 2024 |